# 조시 매슈스

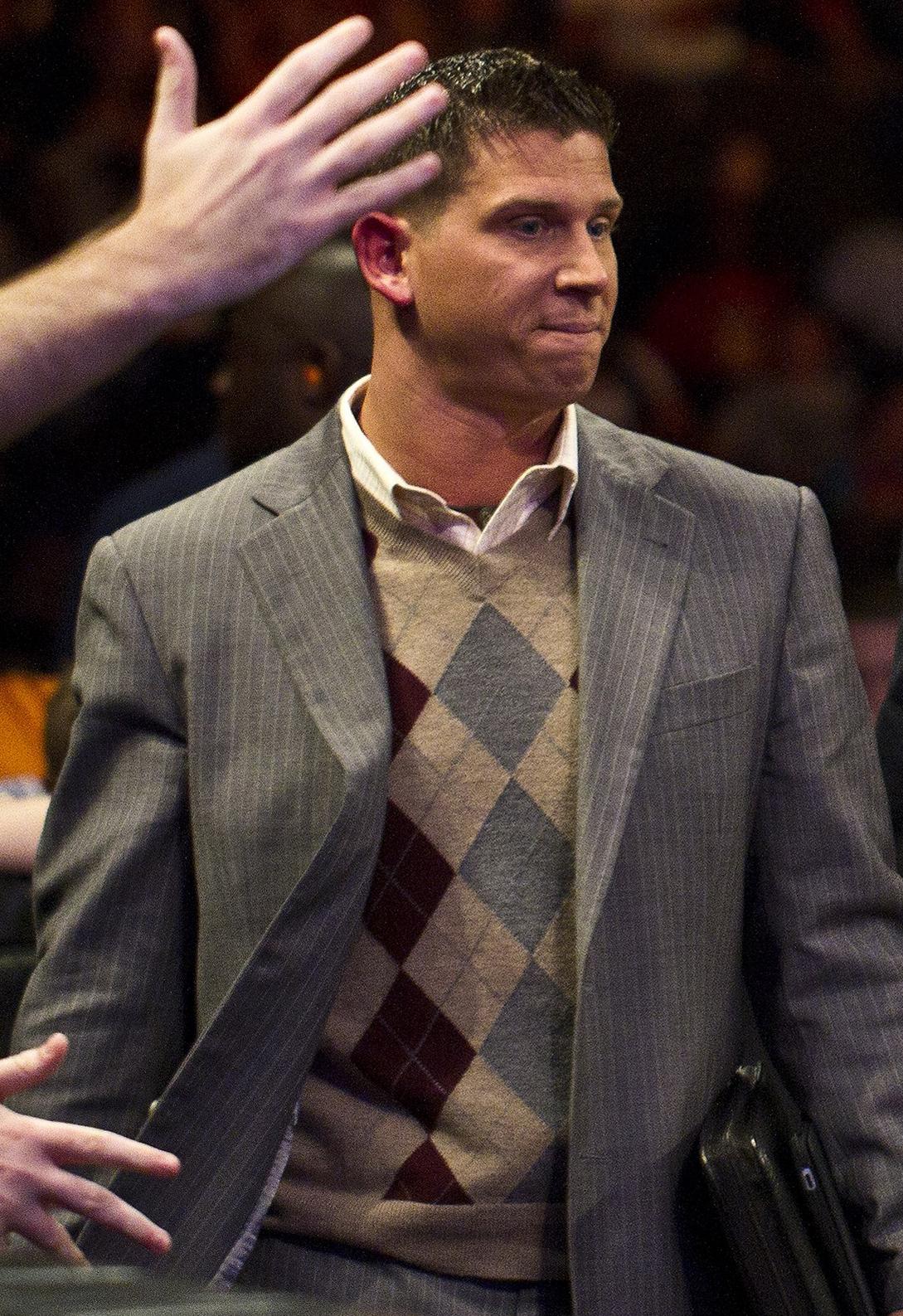
조시 매슈스

조시 매슈스(Josh Mathews, 1980년 11월 25일 ~ )는 미국의 프로레슬링 해설자로, WWE에서 활동하다가 2014년 6월 25일 방출당한 후 부커 T의 단체인 ROW의 해설직으로 잠시 활동하였고 2015년부터는 TNA의 간판 프로그램인 임팩트 레슬링의 해설을 맡을 예정이다. 전직 프로레슬러이다.